# Clemente Ovalle
Clemente Ovalle Barboza (ur. 5 października 1982 w Monterrey) – meksykański piłkarz występujący na pozycji lewego obrońcy.